# Melinda (nome)
Melinda  è un nome proprio di persona inglese femminile.

## Varianti
- Femminili: Malinda[1]
  - Ipocoristici: Mindy[1], Linda

## Origine e diffusione
È un nome creato nel XVIII secolo, combinando Mel (diminutivo di nomi quali Melania e Melissa) con il suffisso popolare inda; potrebbe inoltre essere stato ispirato dal nome Belinda, di suono simile. Inoltre, può anche risultare da un'abbreviazione di Ermelinda.
La terminazione in -linda lo accosta all'italiano e spagnolo "pulita", "bella". In Italia il nome ha una certa notorietà grazie alle mele di marca Melinda, il cui nome è però creato combinando "mela" e "linda".
Il nome Melinda ha scarsa diffusione su scala mondiale, ma è molto frequente negli USA e in Ungheria: le statistiche riportano che Melinda risulta nella classifica dei 1000 nomi più utilizzati nel 1990 negli USA e tra i cento nomi più diffusi in Ungheria nel 2002.

## Onomastico
Il nome è adespota, non essendoci sante che lo portano, e l'onomastico ricadrebbe il 1º novembre per la festa di Ognissanti. Si può però festeggiare anche lo stesso giorno dei nomi di cui può costituire un derivato, come Melania ed Ermelinda.

## Persone
- Melinda Bam, modella sudafricana

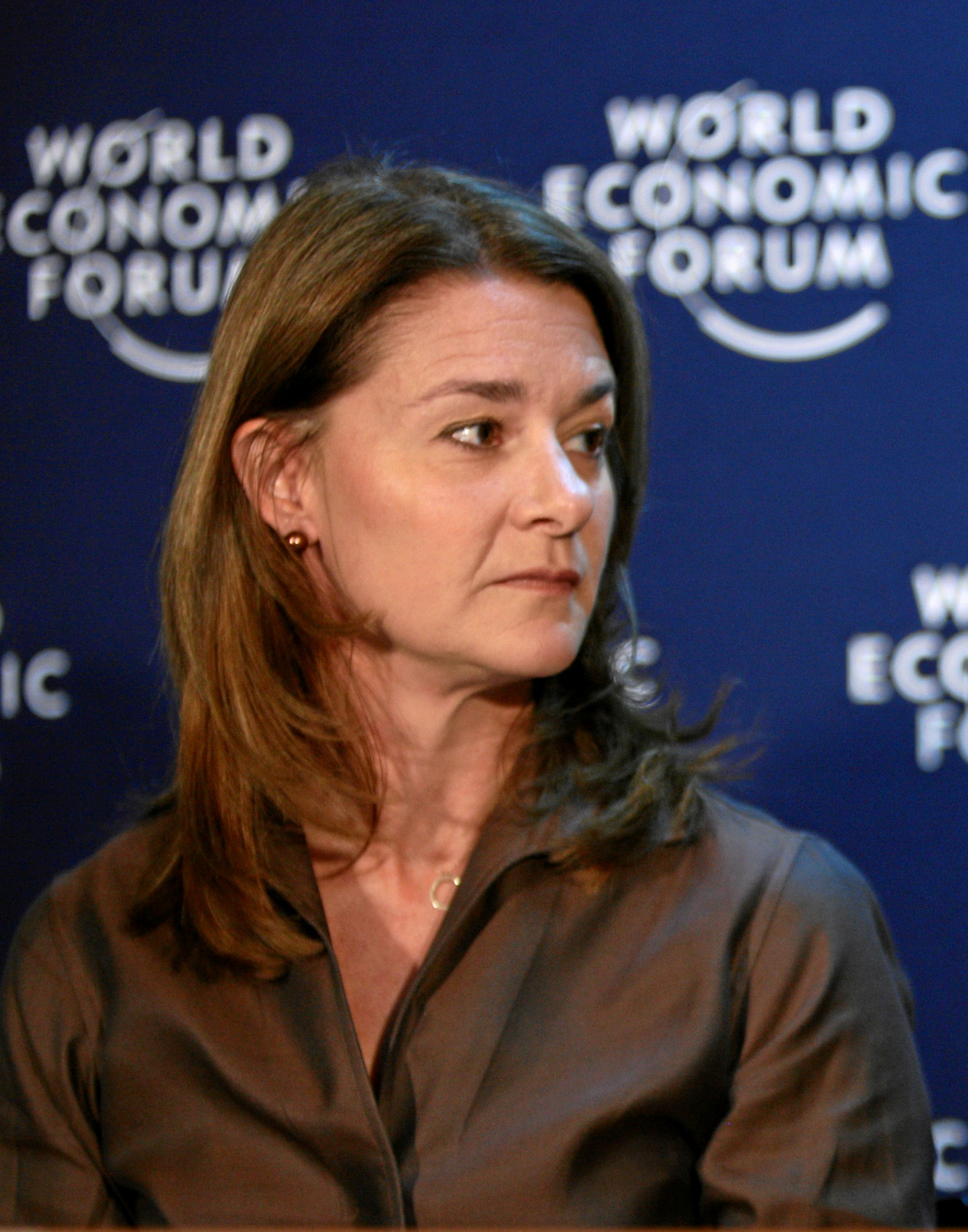
Melinda Gates

- Melinda Clarke, attrice statunitense
- Melinda Culea, attrice statunitense
- Melinda Czink, tennista ungherese
- Melinda Dillon, attrice statunitense
- Melinda Gainsford-Taylor, atleta australiana
- Melinda Gates, imprenditrice statunitense
- Melinda McGraw, attrice statunitense
- Melinda Weaver, giocatrice di softball australiana

### Varianti
- Malinda Cramer, teologa e guaritrice statunitense
- Mélinda Hennaoui, pallavolista algerina
- Mindy McCready, cantante statunitense

## Il nome nelle arti
- Melinda Gordon è un personaggio della serie televisiva Ghost Whisperer - Presenze.
- Mindy Lewis è un personaggio della soap opera Sentieri'.
- Mindy McConnell è un personaggio della serie televisiva Mork & Mindy.
- Melinda Robacheau è un personaggio del film del 2004 Melinda e Melinda, diretto da Woody Allen.
- Mindy Simmons è un personaggio della serie animata I Simpson.
- Mindy Macready alias Hit-Girl è un personaggio del fumetto Kick-Ass
- Melinda Warren è un personaggio della serie televisiva Streghe.